# Engøybrua

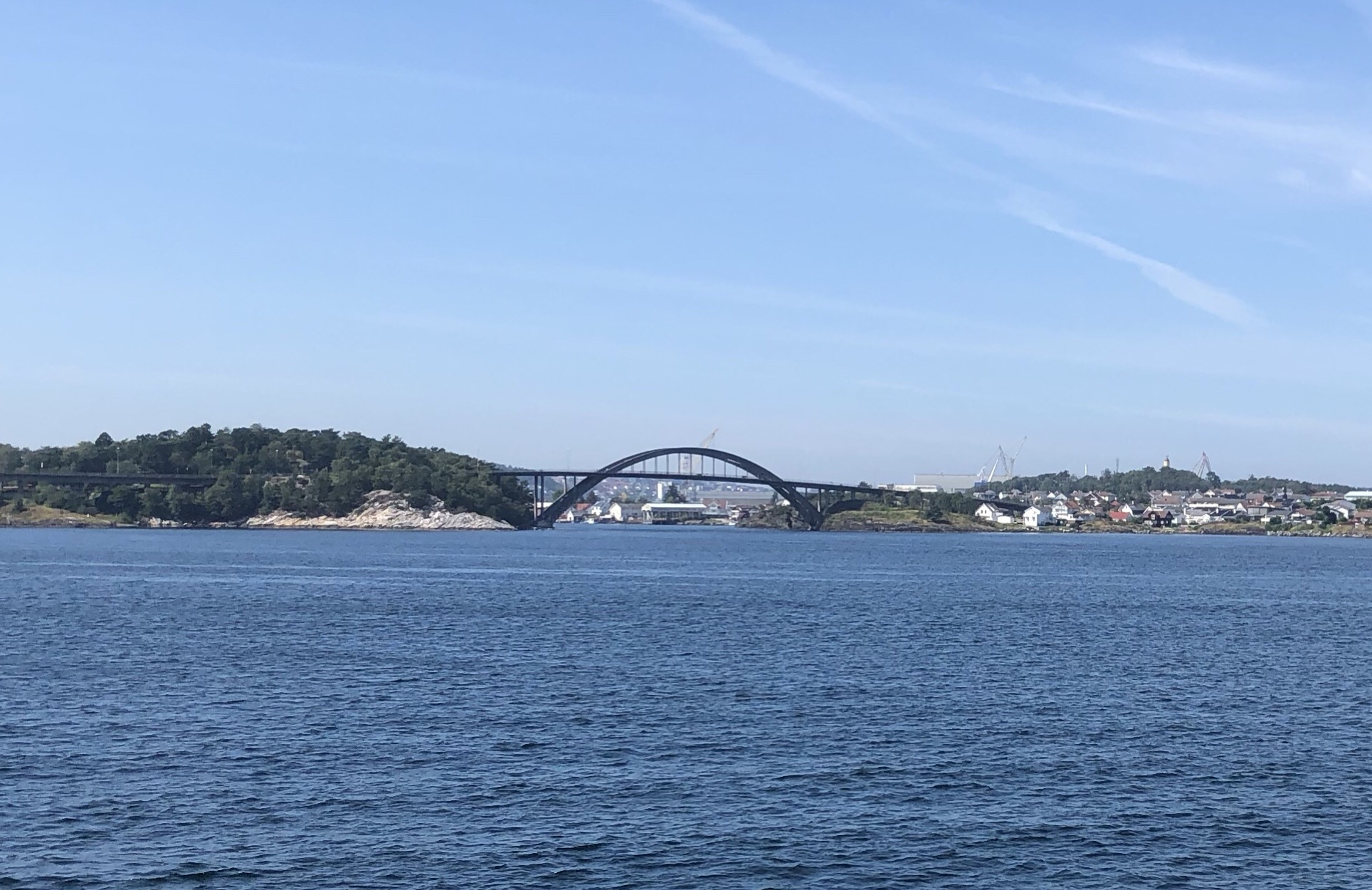
Engøybrua, Blick von Südosten, 2019

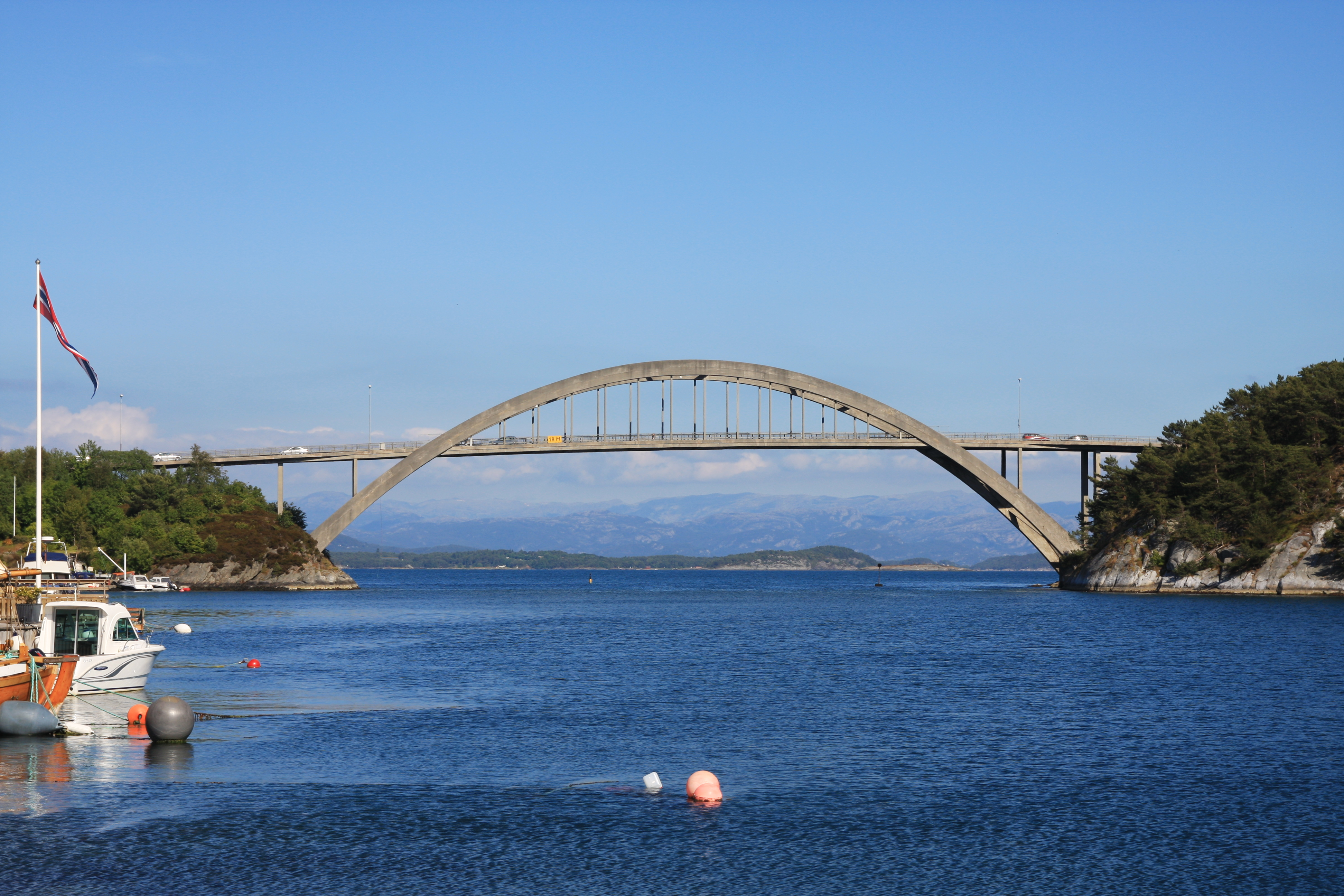
2009

Die Engøybrua ist eine Brücke in Stavanger in der norwegischen Provinz Rogaland.
Sie überbrückt den Engøysundet und verbindet die südlich gelegene Insel Sølyst mit der nördlich gelegenen Insel Engøy. Über die Brücke wird der Fylkesvei 435 geführt, der nach Süden in das Stadtzentrum von Stavanger führt.
Die Brücke ist 387,5 Meter lang und wurde von 1968 bis 1972 aus Beton errichtet. Ihre Höhe erreicht 18 Meter, die größte Spannweite 100,5 Meter. Eröffnet wurde sie am 16. Mai 1972.